# Kapel Groenstraat

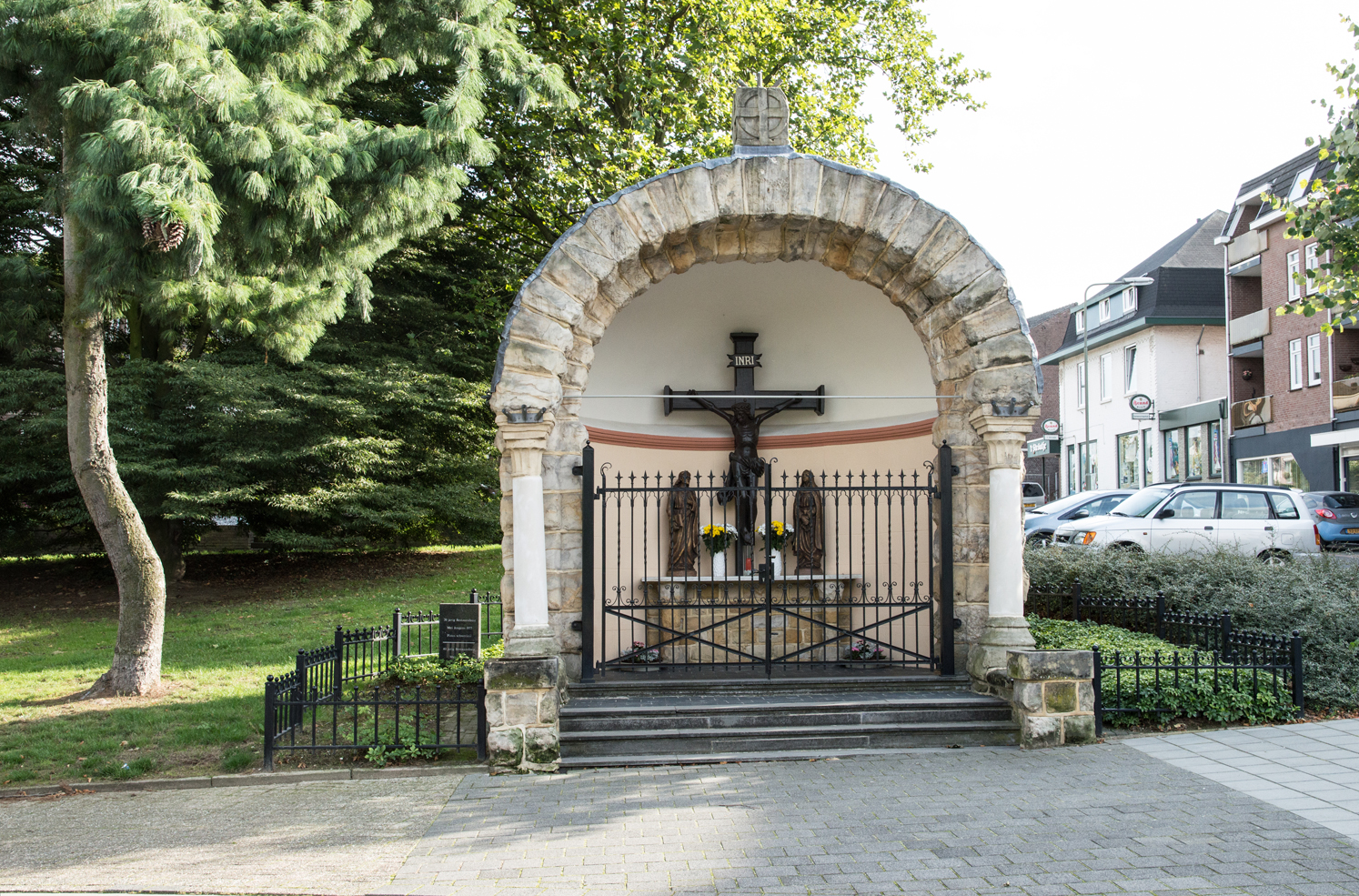
Kapel Groenstraat

De Kapel Groenstraat of Calvariekapel is een kapel in Waubach in de Nederlands Zuid-Limburgse gemeente Landgraaf. De kapel staat aan de Groenstraat bij de kruising met de Kerkstraat en de Eygelshovenerweg.
Jaarlijks wordt tijdens de sacramentsprocessie de kapel aangedaan als rustaltaar en op de eerste zondag na 14 september komt de processie met het Heilig-Kruisrelikwie langs de kapel.

## Geschiedenis
Vanaf 1848 stond er op deze plaats aan de kruising van wegen een vierkante kapel met daarin veertien staties. Rond 1925 werd deze kapel afgebroken om plaats te maken voor wegverbreding.
In 1925 werd er aan de kruising een nieuwe kapel gebouwd naar het ontwerp van architect Anton Bartels. Op 7 juni 1925 werd de kapel ingewijd.
Op 17 januari 1967 werd het wegkruis met corpus in de kapel ingeschreven in het rijksmonumentenregister.

## Bouwwerk
De open kapel is opgetrokken in Limburgse mergel op een halfrond plattegrond. Aan de voorzijde heeft de kapel een rondboogvormige toegang dat afgesloten wordt met een halfhoog ijzeren hek. Deze toegang wordt aan de zijkant ondersteund door twee pilaren en op de top van de rondboogvormige toegang bevindt zich een steenblok waarin een kruis gegraveerd is. De apsis is halfrond en wordt door kunstleien gedekt.
Van binnen is de kapel bepleisterd en beschilderd met geeloranje (de koepel), een roodbruine lijst en eronder bruin (wanden).
In de kapel is een altaar gemaakt dat vervaardigd is uit Nivelsteiner zandsteen, waarbij twee zandstenen zuilen het altaarblad ondersteunen. Midden boven het altaar bevindt zich een groot donkerbruin houten kruis met daarop een corpus. Links en rechts van dit kruis zijn de beelden van Maria en Johannes op het altaar geplaatst.